# FC Tighina
Az FC Dinamo Bender egy moldáv labdarúgócsapat.

## Története
Az 1950-ben történő megalapítása óta több alkalommal átnevezték a csapatot:
- 1950 : Burevestnik Bender
- 1959 : Lokomotive Bender
- 1960 : Nistru Bender
- 1969 : Pishevik Bender
- 1989 : FC Tighina
- 1996 : Dinamo Tighina
- 1999 : Dinamo-Stimold Tighina
- 2001 : Dinamo Bender

## Jelenlegi játékosok
| #  |         | Poszt | Név                 |
| -- | ------- | ----- | ------------------- |
|    | Moldova | K     | Pavel Kalinin       |
|    | Moldova | K     | Alexandr Nasonov    |
| 22 | Moldova | K     | Mihail Paius        |
|    | Moldova | V     | Igor Barduc         |
| 5  | Moldova | V     | Vladimir Dragan     |
|    | Moldova | V     | Dmitri Lysko        |
| 16 | Moldova | V     | Alexandru Namascu   |
| 4  | Moldova | V     | Nicolai Titucenco   |
| 15 | Moldova | V     | Alexandr Khodykin   |
| 2  | Moldova | V     | Alexandr Svets      |
|    | Moldova | V     | Denis Ciobanu       |
| 14 | Moldova | KP    | Vyacheslav Agafonov |
|    | Moldova | KP    | Dmitri Baylevich    |

| #  |         | Poszt | Név               |
| -- | ------- | ----- | ----------------- |
|    | Moldova | KP    | Aleksey Bobu      |
| 17 | Moldova | KP    | Aleksandr Bicov   |
|    | Moldova | KP    | Aleksey Dyzov     |
|    | Moldova | KP    | Oleg Iolchin      |
| 6  | Moldova | KP    | Aleksey Casian    |
|    | Moldova | KP    | Igor Kostrov      |
| 7  | Moldova | KP    | Artur Spynu       |
| 18 | Moldova | KP    | Leonid Tofan      |
| 15 | Moldova | CS    | Denis Kirilyuk    |
| 19 | Moldova | CS    | Maxim Mihalov     |
|    | Moldova | CS    | Serghei Mihalov   |
|    | Moldova | CS    | Evgeni Tsiverenko |
|    | Moldova | CS    | Vadim Chemyrtan   |